# Charles Dureau de Vaulcomte
Pour les articles homonymes, voir Dureau.
Charles Dureau de Vaulcomte est un homme politique français né le 5 avril 1836 à Saint-Benoît de La Réunion et mort le 15 octobre 1921 à Saint-Denis de La Réunion. 

## Biographie
D'une famille nantaise établie à La Réunion, Charles Dureau de Vaulcomte est le fils de Étienne Marie Charles Dureau de Vaulcomte, avoué, et de Victoire Sophie Angélique de Bernardy de Sigoyer. 
Il fut député de La Réunion à l'Assemblée nationale. Par ailleurs, il initia la séparation de la commune de Bras-Panon de celle de Saint-Benoît en présentant devant le conseil municipal de cette dernière une demande de distraction au nom des habitants de la localité le 27 septembre 1880.